# پیتر تراوگت
پیتر تراوگت (انگلیسی: Peter Traugott؛ زادهٔ ۱۶ نوامبر ۱۹۶۵) تهیه‌کننده تلویزیونی اهل ایالات متحده آمریکا و رئیس کنونی «استودیوهای کیشت» است.
از فیلم‌ها یا مجموعه‌های تلویزیونی که وی در آن‌ها نقش داشته‌است، می‌توان به پخش زنده با بیل مار، از آسیب رساندن بپرهیز و به گفته جیم اشاره نمود.